# Policosanoli
I policosanoli (o policosanol; policosanolo al singolare), sono sostanze naturali costituite da una complessa miscela di alcoli alifatici lineari a lunga catena, ovvero alcoli grassi; questa miscela di alcoli viene isolata e purificata da sostanze cerose della canna da zucchero (Saccharum L. officinarum), delle patate e della cera d'api.

## Avvertenze
- Gravidanza e allattamento
- Anticoagulanti ed antiaggreganti piastinici

## Effetti collaterali
- Problemi respiratori
- Dolore toracico
- Orticaria
- Rash
- Prurito
- Edemi cutanei
- Mal di testa
- Lieve capogiro
- Nervosismo
- Diarrea
- Sapore amaro
- Mancanza respiratoria